# Eupanacra metallica
Eupanacra metallica là một loài bướm đêm thuộc họ Sphingidae. Nó được tìm thấy ở tây bắc Ấn Độ across Nepal, Bhutan, Bangladesh và miền bắc Myanma tới tây nam Trung Quốc.
Sải cánh dài 60–73 mm. Nó giống với Eupanacra sinuata, nhưng màu nền phía trên có màu cam đậm hơn.
Ấu trùng ăn Arisaema tortuosum ở Ấn Độ.

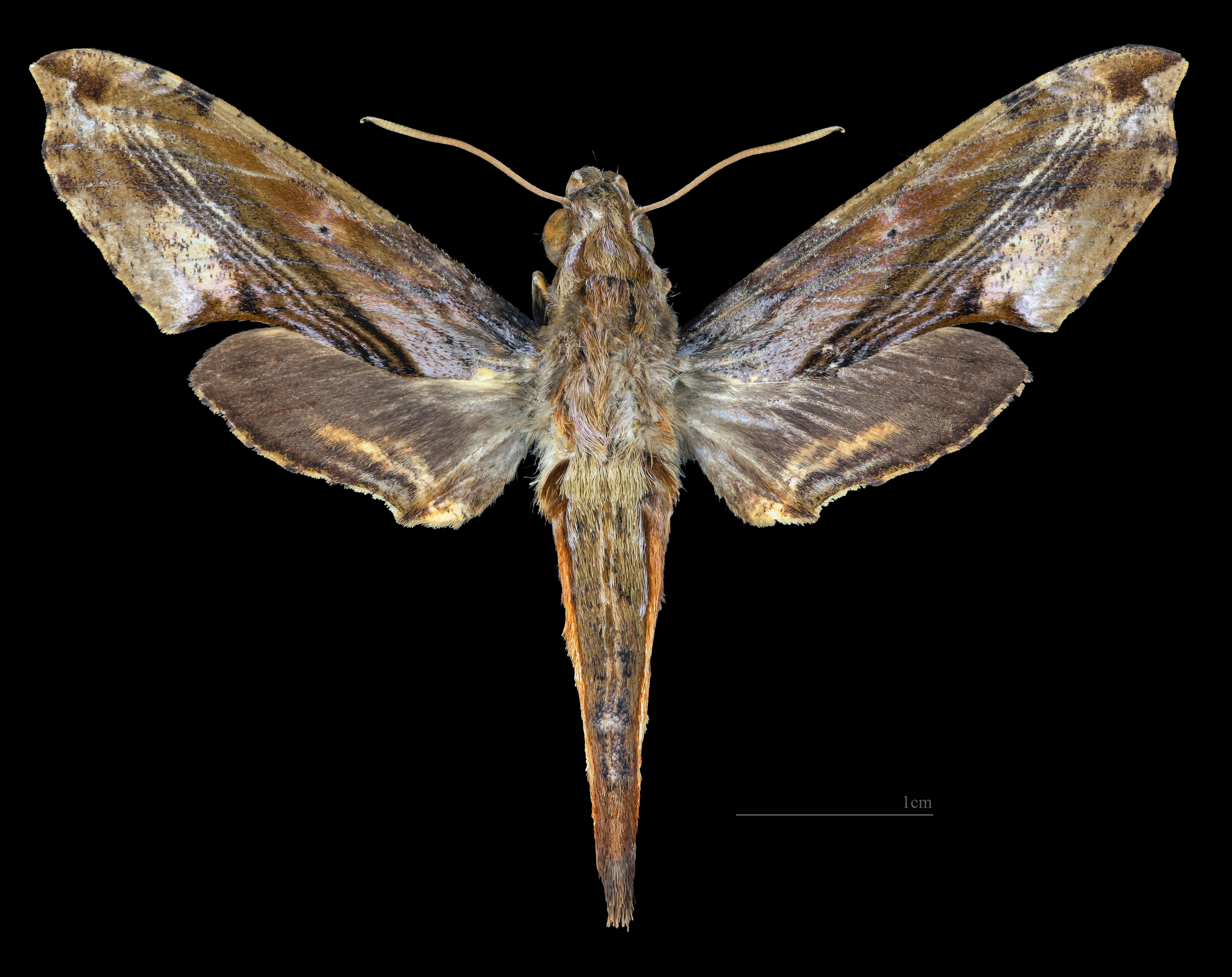
Eupanacra metallica ♀
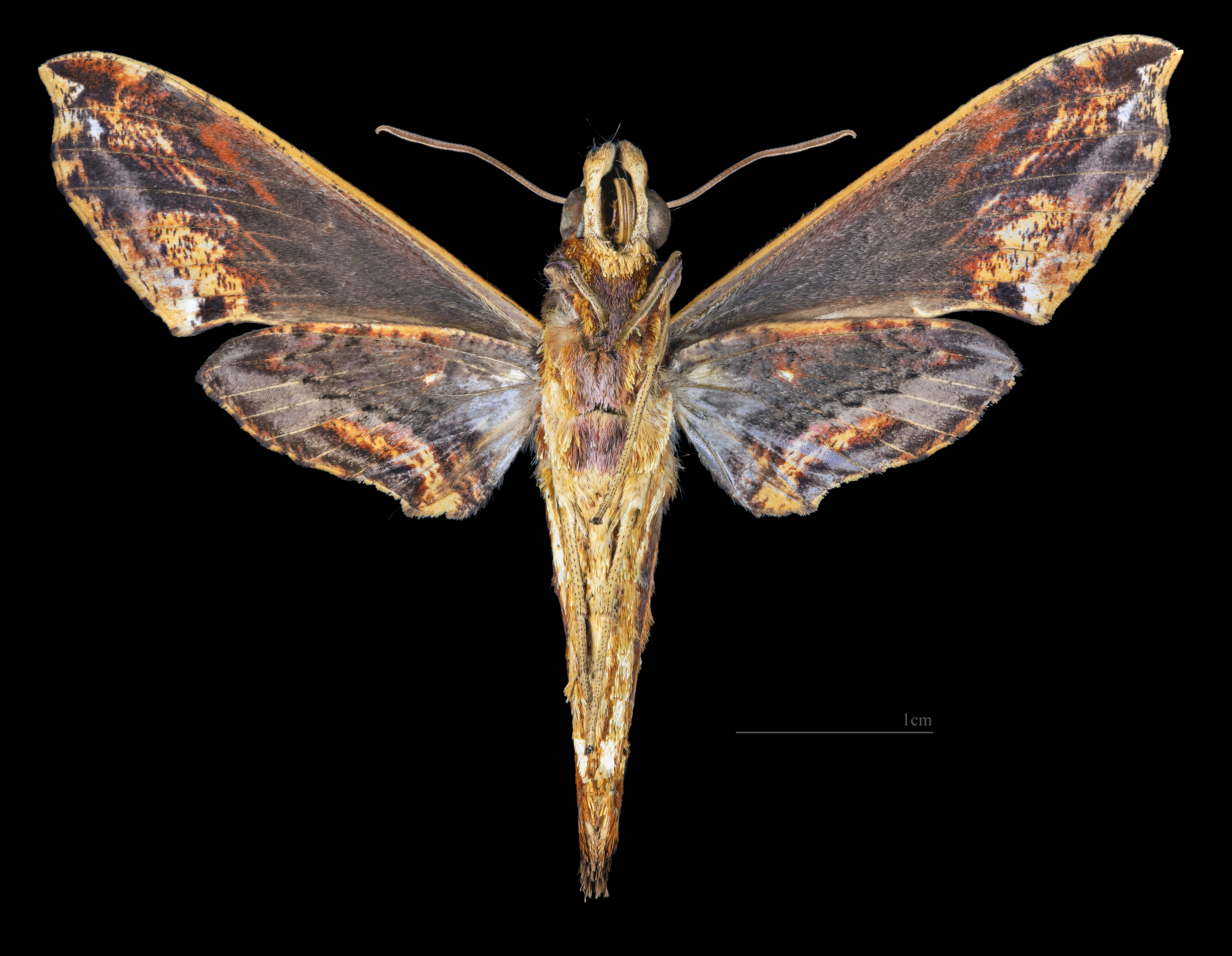
Eupanacra metallica ♀ △